# Pneumatoraptor
Pneumatoraptor („tiše spící drak“) byl rod malého masožravého dinosaura, žijícího v období svrchní křídy (asi před 85 miliony let) na území dnešního Maďarska.

## Objev a popis
Materiál sestává pouze z jediného lopatkového pletence, který byl objeven ve vrstvách souvrství Csehbánya na lokalitě Iharkút v pohoří Bakony na západě země. Stáří souvrství odpovídá geologickému stupni santon, je tedy pozdně křídové (činí kolem 85 milionů let). Dalším dinosaurem, známým z tohoto souvrství, je například rohatý dinosaurus druhu Ajkaceratops kozmai nebo tyreofor druhu Hungarosaurus tormai.
Typový druh P. fodori byl pojmenován na počest Gézy Fodora, který financoval vykopávky. Rodové jméno Pneumatoraptor ("vzdušný zloděj/raptor") je odvozeno z faktu, že fosilní kosti obsahovaly četné vzdušné dutiny. Malý teropod dosahoval jen zhruba polovinu délky svého příbuzného z rodu Sinornithosaurus, tedy kolem 73 centimetrů. Hmotnost tohoto malého a štíhlého predátora činila možná jen 1 kilogram.
Taxonomické zařazení není zcela jisté, nepochybně se však jedná o zástupce skupiny Paraves, obsahující ptáky a jejich nejbližší dinosauří příbuzné. Na lokalitě byly objeveny ještě další fosilie teropodů (zuby, drápy, obratle a části končetiny), ty však mohou a nemusí patřit tomuto rodu.